# Rottleben
Rottleben è una frazione del comune tedesco di Kyffhäuserland.